# Episodi di M*A*S*H (seconda stagione)
La seconda stagione della serie televisiva M*A*S*H è andata in onda negli Stati Uniti d'America dal 15 settembre 1973 al 2 marzo 1974.
| nº | Titolo originale                    | Titolo italiano                | Prima TV USA      | Prima TV Italia  |
| -- | ----------------------------------- | ------------------------------ | ----------------- | ---------------- |
| 1  | Divided We Stand                    | Il segreto di pulcinella       | 15 settembre 1973 | 7 novembre 1979  |
| 2  | 5 O'Clock Charlie                   | Alle 5 in punto arriva Charlie | 22 settembre 1973 | 9 gennaio 1980   |
| 3  | Radar's Report                      | Il rapporto di Radar           | 29 settembre 1973 |                  |
| 4  | For the Good of the Outfit          | C'era una volta un villaggio   | 6 ottobre 1973    | 26 marzo 1980    |
| 5  | Dr. Pierce and Mr. Hyde             | Il dottor Pierce e Mr. Hyde    | 13 ottobre 1973   | 2 gennaio 1980   |
| 6  | Kim                                 | Kim                            | 20 ottobre 1973   |                  |
| 7  | L.I.P. (Local Indigenous Personnel) | Una moglie per Walker          | 27 ottobre 1973   | 21 novembre 1979 |
| 8  | The Trial of Henry Blake            | Sotto inchiesta                | 3 novembre 1973   | 5 marzo 1980     |
| 9  | Dear Dad... Three                   | Papà...si va avanti            | 10 novembre 1973  |                  |
| 10 | The Sniper                          | Il cecchino                    | 17 novembre 1973  | 13 febbraio 1980 |
| 11 | Carry On, Hawkeye                   | L'epidemia                     | 24 novembre 1973  | 19 marzo 1980    |
| 12 | The Incubator                       | L'incubatrice                  | 1º dicembre 1973  |                  |
| 13 | Deal Me Out                         | Non gioco questa mano          | 8 dicembre 1973   |                  |
| 14 | Hot Lips and Empty Arms             | Labbra bollenti                | 15 dicembre 1973  |                  |
| 15 | Officers Only                       | Riservato agli ufficiali       | 22 dicembre 1973  |                  |
| 16 | Henry in Love                       | La ragazza del colonnello      | 5 gennaio 1974    | 12 marzo 1980    |
| 17 | For Want of a Boot                  | Per bisogno di uno stivale     | 12 gennaio 1974   |                  |
| 18 | Operation Noselift                  | Un caso di naso                | 19 gennaio 1974   |                  |
| 19 | The Chosen People                   | Sul fronte della fattoria      | 26 gennaio 1974   |                  |
| 20 | As You Were                         | Come eravamo                   | 2 febbraio 1974   |                  |
| 21 | Crisis                              | Crisis                         | 9 febbraio 1974   |                  |
| 22 | George                              | George                         | 16 febbraio 1974  |                  |
| 23 | Mail Call                           | Notizie da casa                | 23 febbraio 1974  |                  |
| 24 | A Smattering of Intelligence        | Un pizzico di spionaggio       | 2 marzo 1974      |                  |